# František Hamza
František Hamza (7. března 1868 Kletečná – 4. června 1930 Brno) byl český lékař a spisovatel, známý jako zakladatel Hamzovy dětské léčebny v Luži.

## Život a činnost
Narodil se v mlýně u Jankovského potoka v Kletečné do rodiny Jindřicha a Justýny Hamzových. Studoval na nižším gymnáziu v Pelhřimově, pak pokračoval na vyšším gymnáziu v Německém Brodě (dnešní Havlíčkův Brod), kde v té době učili osvícení želivští premonstráti. Absolvoval lékařskou fakultu Karlo-Ferdinandovy univerzity v Praze (dnešní Univerzita Karlova). Po promoci v roce 1897 působil jako městský a později obvodní lékař v Luži. Místo svého působení zvolil zcela záměrně. Klimaticky odpovídalo realizaci jeho plánu, tedy zřízení dětské protituberkulózní léčebny, kterou založil roku 1901 ve vile pod poutním kostelem na Chlumku. Nejprve ji vedl ve vlastní režii, v roce 1908 však dosáhl jejího převzetí do správy země České a zůstal až do 1919 jejím ředitelem. Děti z chudých rodin zde léčil zdarma. Dnes tato léčebna nese název Hamzova odborná léčebna pro děti a dospělé. Založil také první školu v léčebném zařízení ve střední Evropě. Z jeho iniciativy vznikly další dětské protituberkulózní léčebny ve Starém Smokovci, Šumperku a Cvikově.
Za 1. světové války byl činný v domácím protirakouském odboji. Jako poradce srbského ministerstva zdravotnictví byl vyznamenán vysokým srbským státním řádem. Po vzniku ČSR se roku 1919 stal sekčním šéfem ministerstva zdravotnictví a tělesné výchovy, kde podnítil zřízení několika nových tuberkulózních sanatorií a studentských zdravotních ústavů v Praze a Brně. Byl spoluzakladatelem Masarykovy ligy proti tuberkulóze. Po odchodu z ministerstva v roce 1922 přijal místo mimořádného profesora na nově vzniklé fakultě sociálního lékařství na Masarykově univerzitě v Brně a pokračoval zde ve své práci profesora do konce života.
Byl hygienik a propagátorem ergoterapie a dalších zajímavých metod, které posunuly zdravotnictví novým směrem. Zasadil se o vytvoření instituce školních lékařů a studentských zdravotních ústavů. Jeho aktivity překročily rámec medicíny a sahaly do veřejné a kulturní činnosti, účastnil se modernizace zdravotnických zařízení města Brna. František Hamza zemřel na karcinom žaludku ve věku 62 let v Brně. Je pochován v urnovém háji v Praze-Motole. Na škole v rodné Kletečné mu krajané odhalili pamětní desku s plaketou od Milana Knoblocha.
Od roku 1897 byl ženatý s Julií Závodskou (1872–1958), dcerou soukeníka z Kletečné. Měli spolu syny Miloše (1898–1945), Jaromíra (1901–1978) a Božeje (1905–1907), který zemřel v dětství na záškrt.
Jeho vnučkou byla redaktorka a překladatelka z francouzštiny Jitka Hamzová (1929–2017).

## Dílo

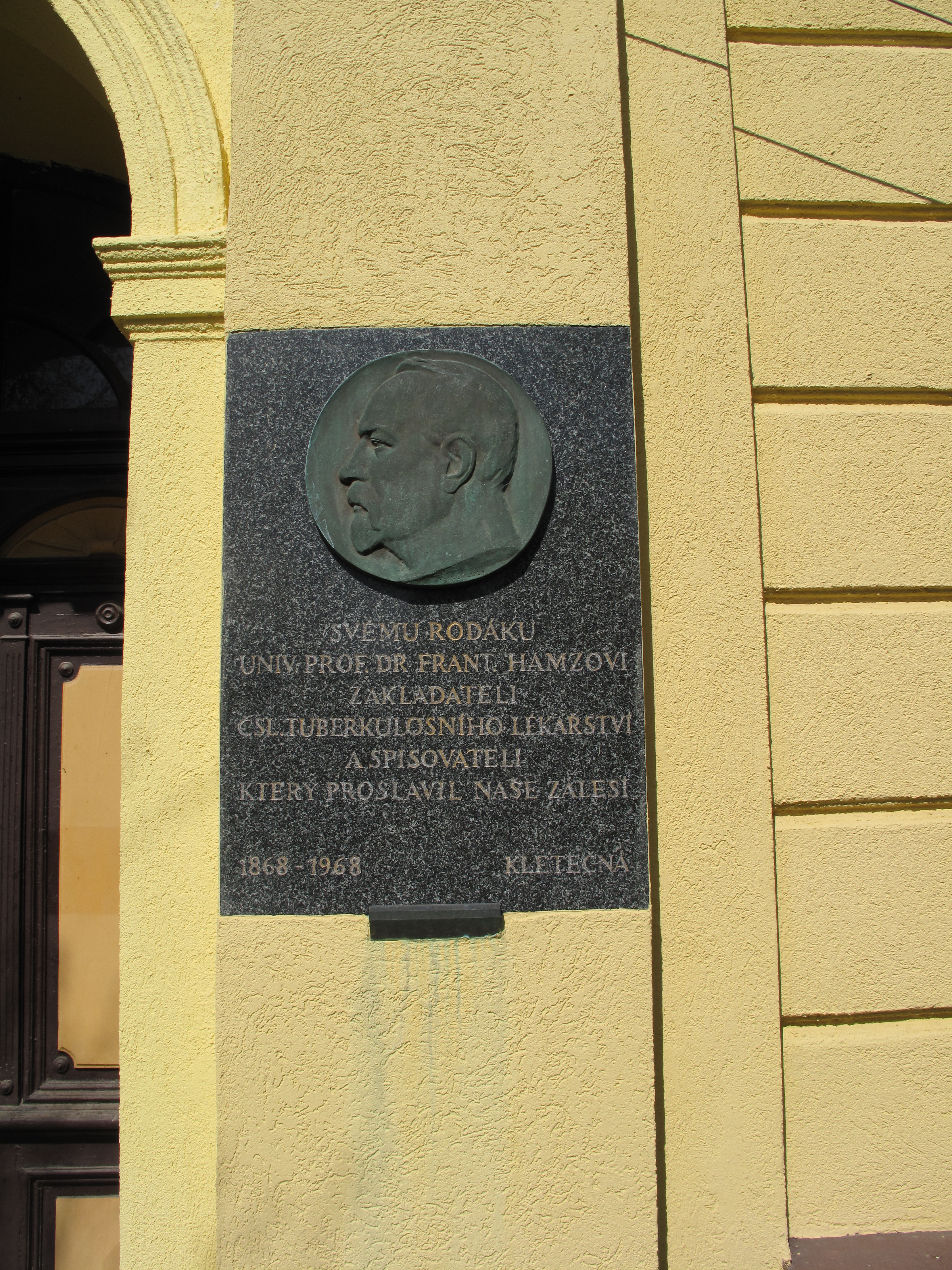
Pamětní deska v rodné Kletečné

### Vědecké a lékařsko-osvětové práce
- Boj naší doby proti tuberkulose (1908)
- Výchova dětí oslabených skrofulosou (tuberkulosou věku dětského) (1912)
- Úvahy o sociální péči zdravotní (1921)
- O tuberkulose věku dětského (1923)
- K výchově sociálních lékařů v boji protituberkulosním (1923)
- Sociální práce zdravotní (1926)
- Zdravotní sociologie (1928)

### Národopisný a regionálně historický materiál
Díla z rodného Humpolecka, jejichž náměty sbíral od mládí.
- Zálesí (1902) – soubor črt
- Šimon kouzelník (1920) – román zachycující osud želivského řádového kněze-buditele
- Želivské romance (1926) – drobné prózy